# 中川仁
中川 仁（なかがわ ひとし、1969年3月18日)は、日本の言語学者、台湾研究者、日本語教育者。博士（応用言語学）明海大学。明海大学外国語学部教授。

## 人物
東京都生まれ。専門は言語政策及び東アジアにおける言語問題、日本語教育。とくに戦後台湾における北京語同化政策を政治的な関連性から見出し、ポストコロニアルの視点から台湾の言語状況を研究している。また各族群（エスニック・グループ）による母語復権、多言語主義を民主化運動や台湾独立運動との関連性から言語の民主化が押し進められたことを定義し、その背景にある歴史的な経緯と諸問題についても言及している。そして昨今の研究においては、戦後日本における台湾語の資料にあたり、その研究史をまとめている。とくに台湾の日本統治時代に興った文学運動や社会運動を包括して、台湾語文の生成及び書写方法の議論についても明確な位置付けを模索している。

## 経歴

### 学歴
- 1993年3月 - 明海大学外国語学部中国語学科卒業
- 1997年6月 - 台湾・東呉大学日本語文学系碩士班畢業（文碩士）
- 2007年9月 - 博士（応用言語学）明海大学 （学位取得）

### 職歴
- 1997年8月 - 台湾・銘伝大学応用言語学部応用日本語学科 専任講師（2002年4月より明海大学浦安キャンパスINT教育センター 専任講師となる）
- 2011年4月 - 明海大学外国語学部日本語学科准教授
- 2015年4月 - 明海大学外国語学部日本語学科教授

## 著書

### 単著
- 『戦後台湾の言語政策－北京語同化政策と多言語主義－』（東方書店）2009年4月
- 『台湾語研究序説』（近現代資料刊行会）2021年7月
- 『戦前・戦後初期における台湾語研究』（私家版、近現代資料刊行会）2023年5月
- 『台湾語研究と「言語の民主化」』（近現代資料刊行会）2023年7月

### 共著
- （明教研・教材作成プロジェクトチーム　片桐史尚・桜井隆・岩佐靖夫・横道千秋）『日本留学試験日本語対策問題集』（Jリサーチ出版）2004年2月
- （水谷信子・桜井隆・片桐史尚・木山三佳・西川寛之・荒井智子・丸山真貴子・木下謙朗・久保田美子・三橋朝子・長谷川香摘・陳美麗・林嘉恵・羅福順）『日本語教育をめぐる研究と実践』（凡人社）2009年5月

### 編著
- 『二・二八事件資料集』（尚昂文化事業国際有限公司）2008年12月
- 『戦後初期日本における中国語方言研究資料・李献璋の福建語法序説』（尚昂文化事業国際有限公司）2015年12月
- 『李献璋の台湾民間文学集』（東方書店）2016年3月

### 共編著
- （近藤明理・近藤綾）『王育徳の台湾語講座』（東方書店）2012年7月
- （木山三佳・多田恵・吉田雅子）『中国・台湾における日本語教育をめぐる研究と実践』（東方書店）2014年3月
- （岩下哲典・大庭裕介・小川唯・高田誠・塚越俊志・濱口裕介）『東アジアのボーダーを考える－歴史・国境・認識－』（右文書院）2014年5月
- （岩下哲典・小川唯・高田誠・塚越俊志・橋本真吾・濱口裕介・安田震一・吉田雅子)  『東アジアの秩序を考える―歴史・経済・言語・教育学からのアプローチ』（春風社）2017年12月
- （岩下哲典・小林哲也・関良基・塚越俊志・土屋真一・永江貴子・橋本真吾・濱口裕介・安田震一・矢森小映子・吉田雅子・龐淼）『近現代東アジアの弾圧と抑圧』（春風社）2019年12月

### 監修
解説（羅済立・王麒銘）
「日本統治下における台湾語・客家語・蕃語資料」(全3冊)（近現代資料刊行会）2019年12月
解説（小川唯・下仲一功）『補巻』(『広東の民話』及び『台湾の歌謡と名著物語』を所収・全1冊)（近現代資料刊行会）2023年6月
- 『台湾語法』（第1巻・全一冊）ISBN 978-4863645363
- 『『語苑』にみる客家語研究』（第2巻・第15巻～第30巻所収・全一冊）ISBN 978-4863645370
- 『蕃語研究』（第3巻・全一冊）ISBN 978-4863645387
- 『補巻』(『広東の民話』及び『台湾の歌謡と名著物語』を所収・全1冊)　 ISBN 978-4863645769

解説（賈恬立・馬嵐・龐淼・土屋真一・吉田雅子）
「戦後初期日本における中国語研究基礎資料」（全4冊）（近現代資料刊行会）2020年11月
- 『ラテン化新文字による中国語辞典・（第１分冊～第７分冊）』（第1巻）ISBN 978-4863645394

- 『中国語学事典』(第2巻・上巻・下巻)ISBN 978-4863645424
- 『中国語学新辞典』（第3巻）ISBN 978-4863645431

### 翻訳
- （共訳、劉　揚）『中国地理紀行・13号』（ＡＳＩＡＧＥＯ）2003年4月
- （共訳、林敏潔）『中国地理紀行・14号』（ＡＳＩＡＧＥＯ）2003年6月
- （単独、陳培豊氏による論文の翻訳。）『脱帝国と多言語社会のゆくえ』（三元社）2005年6月